# Емі (демон)
Емі (також Авнас, Аунс, Ханар, Ханні) — демон, описаний у демонологічних ґримуарах, таких як Малий ключ Соломона (включаючи версію Томаса Радда) «Pseudomonarchia Daemonum» та у «Мюнхенському посібнику з демонічної магії», а також у «Пекельному словнику» Жака Коллена де Плансі.
Емі описується як президент, який спочатку з'являється у вигляді полум'я, а потім перетворюється на людину. Він, як стверджується, навчає астрономії та гуманітарних наук, дарує фамільярів, спонукає правителів до позитивних рішень і (за всіма джерелами, крім «Мюнхенського посібника») відкриває скарби. Згідно з усіма джерелами, він править 36 легіонами демонів. За словами Йоганна Вейєра, він належав як до ордену ангелів, так і до ордену потестатів (влади) і має марну надію повернутися до сьомого неба через 12 століть. За словами Радда, Емі протистоїть ангел Шем ГаМефораш Ієялель.

## У масовій культурі
Емі (Кіріо) — антагоністичний персонаж з аніме та манґи «Вітаємо в пеклі, Ірумо!».